# 杨佑兴
杨佑兴（1964年1月—），男，汉族，安徽和县人，中华人民共和国政治人物。曾任中华全国工商业联合会副主席，中国民间商会副会长。

## 生平
2022年9月28日，在全国工商联十二届十次常委会议上被增选为全国工商联副主席、中国民间商会副会长。2025年7月，不再担任全国工商联副主席、中国民间商会副会长。